# Епархия Тампико
Епархия Тампико (лат. Dioecesis Tampicensis) — епархия Римско-Католической церкви с центром в городе Тампико, Мексика. Епархия Тампико входит в митрополию Монтеррея. Кафедральным собором епархии Тампико является церковь Непорочного зачатия Пресвятой Девы Марии.

## История
13 августа 1861 года Римский папа Пий IX выпустил буллу «Ad futuram rei memoriam», которой образовал апостольский викариат Тамаупалиса, выделив её из епархии Линареса-Нуэва-Леона (сегодня — Архиепархия Монтеррея).
12 марта 1870 года Римский папа Пий IX издал буллу «Apostolica in universas», которой преобразовал апостольский викариат Тамаупалиса в епархию Тамаупалиса.
24 ноября 1922 года и 16 февраля 1958 года епархия Тамаупалиса передала часть своей территории в пользу новых епархий Папантлы и Матамароса.
25 февраля 1958 года епархия Тамаупалиса была переименована в епархию Тампико.
9 июня 1962 года и 21 декабря 1964 года епархия Тампико передала часть своей территории новым епархиям Туспана и Сьюдад-Виктории.

## Ординарии епархии
- епископ Francisco de la Concepción Ramírez y González (28.06.1861 — 18.07.1869)
- епископ José María Ignacio Montes de Oca y Obregón (6.03.1871 — 19.09.1879)
- епископ Eduardo Sánchez Camacho (27.02.1880 — 3.10.1896)
- епископ Filemón Fierro y Terán (14.03.1897 — 7.07.1905)
- епископ José de Jesús Guzmán y Sánchez (14.11.1909 — 20.01.1914)
- епископ José Guadalupe Ortiz y López (24.01.1919 — 8.06.1923)
- епископ Serafín María Armora y González (3.08.1923 — 15.10.1955)
- епископ Эрнесто Коррипио-и-Аумада (25.02.1956 — 25.07.1967) — назначен архиепископом Антекера
- епископ Arturo Antonio Szymanski Ramírez (13.08.1968 — 27.01.1987)
- епископ Rafael Gallardo García (21.05.1987 — 27.12.2003)
- епископ José Luis Dibildox Martínez (27.12.2003 — по настоящее время)

## Источник
- Annuario Pontificio, Ватикан, 2005